# Out of Step
Out of Step – album zespołu Minor Threat wydany w kwietniu 1983 roku przez firmę Dischord Records. Utwory nagrano w Inner Ear Studios.

## Lista utworów
1. Betray
2. It Follows
3. Think Again
4. Look Back and Laugh
5. Sob Story
6. No Reason
7. Little Friend
8. Out of Step
9. Cashing In

## Skład
- Ian MacKaye - wokal
- Lyle Preslar - gitara
- Brian Baker - gitara
- Steve Hansgen - bas
- Jeff Nelson - perkusja
- Don Zientara − inżynier dźwięku